# Emil Schulz
Emil Schulz (ur. 25 maja 1938 w Kaiserslautern, zm. 22 marca 2010 tamże) – niemiecki bokser, medalista olimpijski.
Uprawiał boks od 1951, startując do końca kariery w 1965 w klubie 1. FC Kaiserslautern. W 1960 zdobył po raz pierwszy mistrzostwo RFN w wadze średniej. Później zdobywał ten tytuł w kolejnych latach do 1964. Wystąpił na mistrzostwach Europy w 1961 w Belgradzie, gdzie w ćwierćfinale wagi średniej przegrał z rutynowanym Dragoslavem Jakovljeviciem z Jugosławii. 
Na mistrzostwach Europy w 1963 w Moskwie zdobył brązowy medal w wadze średniej, przegrywając w półfinale z Ionem Moneą z Rumunii. 
Najwyższym osiągnięciem Schulza był srebrny medal olimpijski zdobyty podczas letnich igrzysk olimpijskich w 1964 odbywających się w Tokio. W finale turnieju pokonał go bokser z ZSRR Walerij Popienczenko. Schulz startował wówczas we wspólnej reprezentacji olimpijskiej Niemiec.
Schulz 13 razy walczył w meczach reprezentacji bokserskiej RFN, odnosząc 8 zwycięstw, 1 remis i 4 porażki. W 3 meczach z reprezentacją Polski 2 razy pokonał Tadeusza Walaska oraz zremisował z Lucjanem Słowakiewiczem.
W 1965 ciężko zachorował, co zmusiło go do zakończenia kariery sportowej. Zmarł 22 marca 2010 w Kaiserslautern.